# Synagoga Goldbergów w Otwocku
Synagoga Goldbergów w Otwocku – nieistniejąca obecnie synagoga, która znajdowała się w Otwocku przy ulicy Warszawskiej 41.

## Konstrukcja
Budynek mieścił 650 osób, a jego styl nawiązywał do późniejszego renesansu. Była bogato udekorowana; w środku znajdowały się wielkie witraże i kolumny (zapewne kolumny jońskie). W sali synagogalnej, która była głównym pomieszczeniem, znajdowały się: kopulasty sufit, galeria dla kobiet, miejsce dla chóru, ołtarz oparty na starych sefardyjskich synagogach.

## Zastosowanie
Oprócz nabożeństw na terenie synagogi miały miejsce różne uroczystości, w tym te związane z polskimi świętami narodowymi, takimi jak Święto Narodowe Trzeciego Maja czy obchody rocznicy odzyskania niepodległości przez Polskę. Odbyło się tutaj także nabożeństwo żałobne po śmierci Józefa Piłsudskiego.

## Historia
Synagoga została zbudowana w 1927 roku z inicjatywy i funduszy Szlomy i Chaima Goldbergów. Jej projektantką była polska architektka Eugenia Jabłońska. Podczas II wojny światowej, w październiku 1939 roku, żołnierze III Rzeszy podpalili synagogę i zabronili strażakom ją gasić. Udało się uratować zwoje Tory, lecz zniszczeniu uległa biblioteka i dom nauki. Budynek był w złym stanie, mury przetrwały, lecz dach się zawalił. W 1940 roku Niemcy zarządzili, że spalone budynki mają zostać rozebrane w celu pozyskania budulca. Otwocka Rada Żydowska poprosiła niemieckiego starostę o zostawienie świątyni i umożliwienie jej odbudowania. Starosta zgodził się na to pod kilkoma warunkami: budynek nie miał pełnić funkcji religijnych, termin na odbudowę synagogi był krótki, a Żydzi musieli ją wykonać za własne pieniądze. Nie udało się zebrać pieniędzy, nie było także dostępu do materiałów budowlanych. Ostatecznie synagogę rozebrano w 1940 roku. Później teren został wyrównany i zaczął zarastać. Synagogi nie odbudowano po wojnie. W czerwcu 2024 roku podczas prac ziemnych odkryto zachowane resztki murów i kolumn synagogi. Zdeponowano je na terenie Muzeum Ziemi Otwockiej w Otwocku.